# Урлую
Урлую (рум. Urluiu) — село у повіті Телеорман в Румунії. Входить до складу комуни Богдана.
Село розташоване на відстані 99 км на південний захід від Бухареста, 22 км на захід від Александрії, 107 км на схід від Крайови.

## Населення
За даними перепису населення 2002 року у селі проживали 638 осіб, усі — румуни. Усі жителі села рідною мовою назвали румунську.